# Caroline Rémy de Guebhard
Caroline Rémy de Guebhard (ur. 27 kwietnia 1855 w Paryżu, zm. 24 kwietnia 1929 w Pierrefonds) – francuska dziennikarka o poglądach anarchistycznych, komunistycznych i feministycznych, znana pod pseudonimem Séverine. Bywa określana jako pierwsza profesjonalna dziennikarka we Francji.  

## Życiorys
Była jedynym dzieckiem Marie-Joseph-Onésime Rémy’ego, pochodzącego z Lotaryngii pracownika paryskiej policji, oraz Mlle Villiaume-Geniès, wywodzącej się z szanowanej paryskiej rodziny.
W 1871, mając szesnaście lat, poślubiła dwudziestoletniego Antoine'a-Henri Montroberta, pracownika firmy gazowniczej. Później wspominała, że noc poślubna, 26 października, była w rzeczywistości gwałtem. Jej mąż miał ją traktować jak swoją własność. Dziewięć miesięcy później, 28 lipca 1872, kobieta urodziła syna, Louisa-Georgesa-Auguste'a Montroberta. Oddała go pielęgniarce, a następnie wróciła do rodziców i uzyskała separację, która przyznała Montrobertowi opiekę nad ich dzieckiem.
W 1883 Caroline Rémy zaangażowała się w działalność socjalistycznego pisma „Le Cri du Peuple”, prowadzonego przez Jules'a Vallèsa. W 23 listopada ukazał się jej pierwszy artykuł, pod którym podpisała się jako męskim imieniem Séverin. Natomiast pod artykułem z 15 grudnia podpisała się już w żeńskiej formie Séverine.
W 1880 urodziła syna Rolanda, który był owocem związku z Adrienem Guebhardem, pracownikiem naukowym Wydziału Lekarskiego Uniwersytetu Paryskiego. Dopiero w 1885 para wzięła ślub, ponieważ dopiero wtedy Caroline Rémy uzyskała rozwód ze swoim pierwszy mężem.
W wyniku pogarszającego się stanu zdrowia Jules'a Vallèsa przejęła kontrolę nad gazetą. Stając się coraz bardziej radykalna, nawiązała współpracę z dziennikarką i feministką Marguerite Durand. W 1888 opuściła pismo po konflikcie z marksistą Jules'em Guesde. Następnie publikowała w innych gazetach, w których promowała emancypację kobiet i potępiała niesprawiedliwości społeczne, w tym sprawę Dreyfusa. W 1897 rozpoczęła współpracę z feministycznym dziennikiem „La Fronde”, wydawanym przez Durand.
Była aktywną działaczką lewicy, popierała ruch anarchistyczny, m.in. broniąc Germaine Berton, oraz angażowała się w kampanię na rzecz ułaskawienia Sacco i Vanzettiego w 1927. Wspierała rewolucję październikową w Rosji i w 1921 wstąpiła do Francuskiej Partii Komunistycznej, którą opuściła w 1923, aby zachować członkostwo w Lidze Praw Człowieka.
Od października 1899 Séverine wygłaszała liczne wykłady, ujawniając swój talent oratorski. Choć była zwolenniczką równości płci i prawa do aborcji (od 1892), początkowo odmawiała udziału w kampanii na rzecz praw wyborczych kobiet ze względu na swój głęboko zakorzeniony antyparlamentaryzm. W 1914 przyłączyła się jednak do sufrażystek.
Była nominowana do Pokojowej Nagrody Nobla w latach 1920, 1922, 1924, 1927 i 1929 przez Luciena Le Foyera.

## Śmierć
W 1928 jej zdrowie się pogorszyło. W lutym 1929 zaczęła krwawić i cierpieć na mocznicę. Zmarła 24 kwietnia w Pierrefonds.